# Camillo Giardina
Camillo Giardina (Pavia, 29 marzo 1907 – Roma, 26 febbraio 1985) è stato un politico e giurista italiano, Ministro per la riforma della pubblica amministrazione dal 1958 al 1959 e Ministro della sanità dal 1959 al 1962.

## Biografia

### Carriera accademica
Nacque a Pavia il 29 marzo 1907, figlio di un medico e accademico dell'Università di Pavia, Andrea Giardina, originario della Sicilia, attivo nel movimento cattolico e iscritto al Partito Popolare. La famiglia si trasferì a Palermo e nell'ateneo cittadino Camillo Giardina conseguì, nel 1929, la laurea in giurisprudenza.
Nel 1931 conseguì la libera docenza in storia del diritto; prima all'Università di Urbino, fino al 1933, e poi in quella di Messina, dove rimase fino al 1937, anno in cui divenne professore ordinario. Nel 1940 venne chiamato alla cattedra di storia del diritto italiano a Palermo, dove rimase fino al termine della carriera accademica.

### Carriera politica

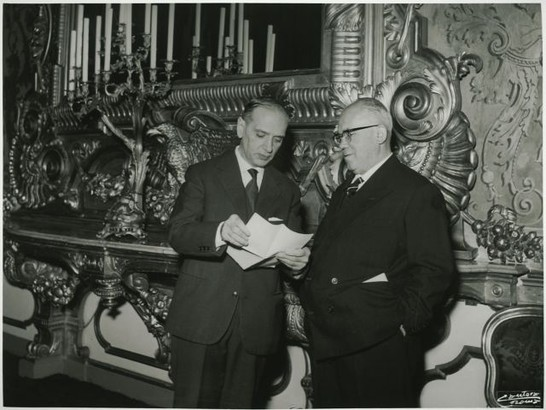
Giardina con Giulio Pastore

Nel 1942 aderisce al movimento nella clandestinità della Democrazia Cristiana (DC), partito di cui divenne esponente di primo ruolo e segretario provinciale dal 1946 al 1948.
Alle prime elezioni politiche del 1948 venne eletto al Senato della Repubblica con la DC nella I legislatura, venendo rieletto consecutivamente fino alle politiche del 1963.
All'interno della DC fece parte della corrente di sinistra "Politica sociale" guidata da Giovanni Gronchi, con cui durante la sua presidenza della Repubblica ebbe degli incarichi di governo: sottosegretario di Stato al Ministero del commercio con l'estero nel governo Zoli, Ministro per la riforma della pubblica amministrazione nel governo Fanfani II e Ministro della salute nei governi Segni II, Tambroni e Fanfani III.